# Czesław Pruszyński
Czesław Pruszyński (ur. 20 kwietnia?/2 maja 1890 w Żytomierzu, zm. 30 grudnia 1965 w Norwegii) – polski hrabia, prawnik, dyplomata, heraldyk.

## Życiorys
Syn Bohdana Tymoteusza i Marii Perre. Pochodził z rodziny ziemiańskiej. Ukończył studia prawno-ekonomiczne w Imperium Rosyjskim (w Moskwie lub Petersburgu). Uzyskał doktorat prawa międzynarodowego. Pracował na różnych stanowiskach, prowadząc jednocześnie studia z zakresu historii i prawa międzynarodowego. W czasie I wojny światowej na początku 1917 zmobilizowany do armii rosyjskiej, przydzielony do Wydziału Spraw Zagranicznych i Misji Wojskowych Sztabu Generalnego. W 1918 był sekretarzem poselstwa Rady Regencyjnej przy hetmanie Pawło Skoropadzkim w Kijowie. Po przyjeździe do Polski delegowany do Skandynawii w październiku 1918 z misją nawiązania stosunków z Ententą, starał się też tam o uzyskanie pomocy żywnościowej dla Polski.
Po odzyskaniu niepodległości Minister Spraw Zagranicznych mianował go w grudniu 1918 chargé d’affaires w Belgradzie, gdzie zorganizował poselstwo polskie. Od marca 1919 był ekspertem spraw historycznych i prawnych delegacji polskiej na konferencję pokojową w Paryżu.
W czerwcu 1919 został mianowany posłem nadzwyczajnym i ministrem pełnomocnym w Christianii (Oslo), funkcję sprawował do 1 kwietnia 1921, gdy powrócił do centrali i pracował w Wydziale Ogólnym Departamentu Dyplomatycznego MSZ. W okresie pobytu na placówce ożenił się z Wenche Krystyną z Grove-Prebensenów, córką norweskiego dyplomaty i polityka.
18 lutego 1922 został mianowany posłem nadzwyczajnym i ministrem pełnomocnym w Brazylii, 18 maja złożył listy uwierzytelniające prezydentowi Epitacio da Silva Pessoa.
Odwołany z Rio de Janeiro 1 stycznia 1924, 30 września 1924 zwolniony z MSZ. Wytoczył trwający kilka lat proces Ministerstwu o zwolnienie z pogwałceniem pragmatyki służbowej (był pracownikiem etatowym); na początku lat trzydziestych proces wygrał i otrzymał zaległe pobory, lecz do czynnej służby dyplomatycznej nie powrócił.
Po odwołaniu z placówki w Brazylii przebywał głównie w majątku rodzinnym żony Utnes w Arendal w Norwegii. Zajmował się pracami z zakresu historii i heraldyki. W związku z tym przyjeżdżał do Warszawy (gdzie miał mieszkanie) i Krakowa. W 1935 ogłosił w Miesięczniku Heraldycznym artykuł O znaku Awdańca. W 1938 został członkiem zwyczajnym Polskiego Towarzystwa Heraldycznego, od 1937 był członkiem Rady Nadzorczej Banku Dyskontowego w Warszawie. W czasie II wojny światowej przebywał wraz z żoną w Warszawie.
Po wojnie pracował w Ministerstwie Żeglugi i Handlu. W 1950 wyjechał z Polski, osiadł w Norwegii. Od grudnia 1951 był przedstawicielem rządu RP na uchodźstwie w Norwegii, od. 1957 również w Szwecji i Danii.
Ogłosił Quelques observations sur l’origine des relations entre la Pologne et le Pays de Liège dès le X-ème siècle („La Meuse” 1954), pisał także m.in. o śladach najdawniejszych związków Polski z diecezją leodyjską (Leodium 1954), o Wikingach w Polsce w IX–X w. (Oslo 1956).
Jego żoną została w 1920 Wenche Krystyna Grove-Prebensen (ur. 4 stycznia 1897), tłumaczka polskich utworów literackich na język norweski, zmarła w listopadzie 1944 po przejściach powstania warszawskiego. Małżeństwo było bezpotomne.

## Odznaczenia
- Wielka Wstęga Orderu Odrodzenia Polski (11 listopada 1959, za zasługi oddane Polsce w ofiarnej pracy)[1]
- Złoty Krzyż Zasługi z Mieczami
- norweski Krzyż Wielki Orderu Świętego Olafa
- brazylijski Krzyż Wielki Orderu Krzyża Południa
- papieski Krzyż Wielki Orderu Grobu Świętego